# David Habat
David Habat (16 de octubre de 1991) es un deportista esloveno que compite en lucha libre. Ganó una medalla de bronce en el Campeonato Europeo de Lucha de 2017, en la categoría de 65 kg.

## Palmarés internacional
| Campeonato Europeo | Campeonato Europeo | Campeonato Europeo | Campeonato Europeo |
| Año                | Lugar              | Medalla            | Categoría          |
| ------------------ | ------------------ | ------------------ | ------------------ |
| 2017               | Novi Sad (Serbia)  | Medalla de bronce  | 65 kg              |